# 沖縄市立沖縄東中学校
沖縄市立沖縄東中学校（おきなわしりつ おきなわひがしちゅうがっこう）は、沖縄県沖縄市にある市立中学校。

## 通学区域
桃原一丁目、二丁目1番～4番、5番1号～5番3号、5番12号～5番18号、6番1号～6番14号、7番～16番、17番5号～17番12号、18番～24番、三丁目、字桃原、泡瀬一丁目、二丁目、三丁目、五丁目、六丁目、大里二丁目、字大里、宮里四丁目32番1号、2号、25号、28号～30号、37号～40号、古謝一丁目2番～5番、7番～26番、二丁目、三丁目、古謝津嘉山町14番7号、44番8号、45番、46番、海邦一丁目、二丁目、海邦町

## 著名な出身者
- 喜友名諒 - 空手家
- 満島光太郎 - プロバスケットボール選手
- 満島真之介 - 俳優
- 満島ひかり - 女優
- 満島みなみ - モデル